# 中国空间科学学会
中国空间科学学会是中华人民共和国空间科学家组成的群众性学术团体，是中国科学技术协会主管的社会团体，1980年9月（或1979年）在北京市成立，第一届理事长为吕保维。

## 历任领导

### 第一届理事会
- 理事长：吕保维
- 副理事长：李德仲、陈芳允、龙咸灵、钱骥、肖佐
- 秘书长：王传善

### 第二届理事会
- 理事长：吕保维
- 副理事长：肖佐、王希季、鲍城志
- 秘书长：张立秉

### 第三届理事会
- 理事长：吕保维
- 副理事长：肖佐、王希季、孙传礼
- 秘书长：张立秉

### 第四届理事会
- 理事长：吕保维
- 副理事长：肖佐、王希季、孙传礼、匡定波、姜景山
- 秘书长：叶自立

### 第五届理事会
- 名誉理事长：严济慈、吕保维
- 理事长：王希季
- 常务副理事长：肖佐（1998年为理事长）
- 副理事长：匡定波、沈力平、李祖洪、张厚英、胡文瑞、欧阳自远、顾逸东（增补）
- 秘书长：叶自立

### 第六届理事会
- 名誉理事长：王希季
- 理事长：肖佐
- 副理事长：艾国祥、顾逸东、龚惠兴、郭宝柱、姜景山、沈力平、李祖洪、欧阳自远、邵立勤、陶平、宿双宁
- 秘书长：叶自立（法定代表人）

### 第七届理事会
- 名誉理事长：王希季
- 理事长：顾逸东
- 副理事长：吴季、叶培建、王家骐、陶平、廖小罕、陈善广、王建宇、李春来
- 秘书长：邱理

### 第八届理事会
- 理事长：顾逸东
- 副理事长：吴季、叶培建、王家骐、陈善广、廖小罕、王建宇、李春来
- 秘书长：邱理

### 第九届理事会
- 任期：2016年8月－
- 理事长：吴季
- 副理事长：张涛、万卫星、陆卫、曹喜滨、高铭、邹永廖、黄江川
- 秘书长：庞红勋